# Semilla del mapa
En los videojuegos que utilizan el sistema de generación por procedimientos para sus mundos, la semilla del mapa es tanto un número relativamente corto, como una cadena de texto que se utiliza para crear de forma procedimental un mapa de juego. Esto significa que, si bien el mapa generado por alguna semilla puede tener un tamaño elevado en disco (a menudo generado de forma incremental y virtualmente ilimitada en tamaño potencial), es posible restablecer el mapa sin ninguna modificación realizada durante alguna sesión de juego, o el mapa sin modificaciones se puede intercambiar entre jugadores mediante el intercambio de la semilla del mapa. Un ejemplo de una semilla de mapa en Minecraft es "-2242547518357798464". Las semillas de mapas son un tipo de semillas aleatorias .
Algunos juegos que utilizan generación de procedimientos e incluyen la capacidad de configurar la semilla de juego son Ark: Survival Evolved, Minecraft, Factorio y la versión de Terraria para PC. En el caso de Minecraft, existen sitios web y notas periodísticas dedicadas a compartir semillas que generan mapas que puedan crear interés en los lectores.
La semilla del mapa solamente es usada en el contexto del algoritmo usado para generar el mapa (algoritmo basado, a menudo, en el ruido de Perlin). De esta manera, si el algoritmo responsable de generación por procedimientos cambia, el mapa generado por una semilla determinada también cambiará. Dichos cambios son particularmente perceptibles en Minecraft, donde se manejan (o mejor dicho, no se manejan) simplemente generando cualquier fragmento recién explorado de un mapa existente utilizando el nuevo algoritmo, lo que lleva a discontinuidades obvias y discordantes después haber instalado alguna actualización del juego.